# Idarnes carme
Idarnes carme is een vliesvleugelig insect uit de familie Torymidae. De wetenschappelijke naam is voor het eerst geldig gepubliceerd in 1843 door Walker.